# William Brereton
William Brereton (* ca. 1487–1490; † 17. Mai 1536) war ein englischer Adeliger am Hof König Heinrich VIII. Er diente eine Zeit lang dem illegitimen Königsohn Henry Fitzroy, 1. Duke of Richmond and Somerset als Verwalter der Walisischen Marken und war ein Verbündeter von Thomas Howard, 3. Duke of Norfolk. Während des Falls der Königin Anne Boleyn wurde auch Brereton impliziert und verhaftet. Gemeinsam mit Annes Bruder George Boleyn, dem Musiker Mark Smeaton und den Kammerherren Sir Henry Norris und Sir Francis Weston wurde Brereton des Ehebruchs mit der Königin und des Hochverrats angeklagt. Am 17. Mai 1536 wurde er mit den anderen Männern auf Tower Hill enthauptet. Er ist nicht zu verwechseln mit seinem entfernten Verwandten Sir William Brereton, Lord High Marshal von Irland.

## Leben

### Sozialer Aufstieg
William Brereton war der sechste von den neun Söhnen Eleanor Duttons und Sir Randolph Breretons of Malpas, Kammerherr des Palatinats Cheshire. Da er 1508 von seinem Vater feste Einkünfte erhielt, was traditionell anlässlich einer anstehenden oder vollendeten Volljährigkeit geschah, wird von einem Geburtsdatum zwischen 1487 und 1490 ausgegangen. 1529 heiratete er Elizabeth Somerset, die verwitwete Tochter von Charles Somerset, 1. Earl of Worcester. Über ihren Vater stammte sie von den Beauforts ab und war somit eine Verwandte des Königs. Das Paar hatte die beiden Söhne Henry und Thomas.
Ab dem Jahr 1521 war Brereton bei Hofe, möglicherweise durch die Vermittlung des Kardinals Thomas Wolsey und machte dort rasch Karriere. Spätestens im Jahr 1524 war er ein Gentleman der Privy Chamber, womit er nahezu unbeschränkten Zutritt zu König Heinrich VIII. hatte. Brereton nutzte seine Stellung bei Hofe, um Ämter und Ländereien zu erhalten, zum Teil durch legale Auseinandersetzungen mit anderen Adligen. Unter anderem gewann er auf diesem Weg beschlagnahmte Ländereien der ehemals mächtigen Familie Savage. Als der König seinen illegitimen Sohn Henry Fitzroy zum Duke of Somerset and Richmond ernannte, gelang es Brereton, sich das Amt des Verwalters der Walisischen Marken im Auftrag des jungen Prinzen zu sichern. Während dieses Dienstes knüpfte Brereton Verbindungen zu den Howards, eine der mächtigsten konservativen Adelsfamilien Englands. Thomas Howard, 3. Duke of Norfolk hatte die Aufsicht über das Testament Randolph Breretons inne und William Brereton wurde rasch zu seinem Favoriten.

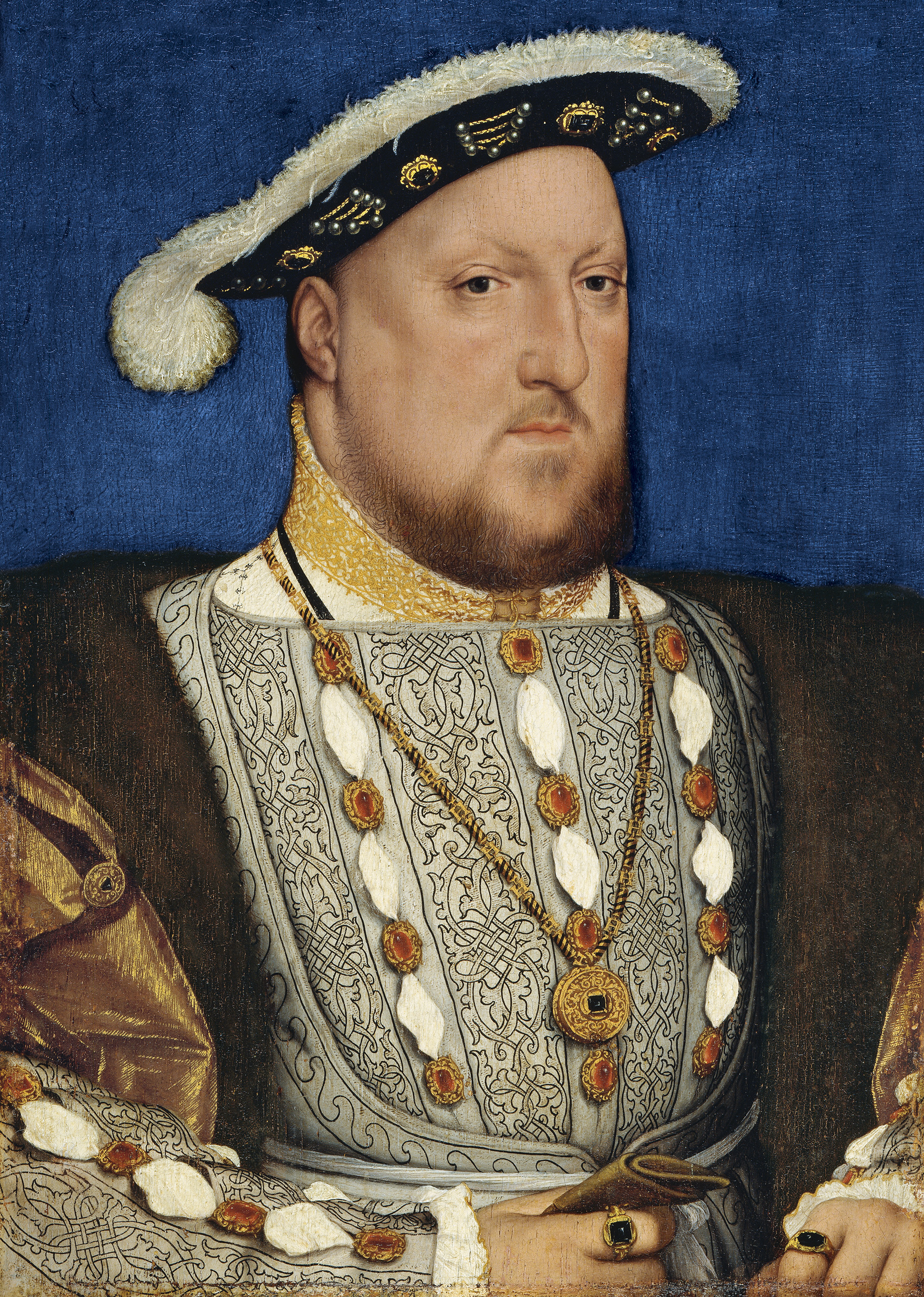
Heinrich VIII., William Breretons Gönner und Dienstherr

Im Juni 1530 erhielt Brereton von König Heinrich den Auftrag, Unterschriften der Adligen für seine Petition an den Papst Clemens VII. zu sammeln. Damit hoffte Heinrich den Papst zu überzeugen, seine Ehe mit Katharina von Aragon zu annullieren und es ihm zu gestatten, Anne Boleyn zu heiraten. Es ist die erste bezeugte Gelegenheit, an der William Breretons Name in Verbindung mit Anne Boleyn genannt wird. Möglicherweise handelte es sich bei dem namentlich nicht genannten Kammerherren, der Heinrichs heimlicher Heirat mit Anne Boleyn beiwohnte, um William Brereton. Am 31. Mai 1533 ernannte Heinrich Brereton gemeinsam mit u. a. Thomas Cromwell und Henry Norris zum Knight Bachelor. Im Juni 1533 berichtete Anne Boleyns Kammerherr Sir Edward Bainton, dass Brereton Teil von Annes Haushalt war. Sein Bruder Urian Brereton ging mit Anne Boleyn auf die Jagd und die Königin benannte einen ihrer Hunde nach ihm.
Insgesamt sammelte William Brereton bis ca. 1531 36 Zuwendungen der Krone und wurde auf diese Art einer der mächtigsten Adligen in Cheshire und im Norden von Wales. Wie sein Vater erhielt er das Amt des Kammerherrn von Cheshire. Sein jährliches Einkommen aus den Zuwendungen der Krone allein belief sich auf die damals stattliche Summe von 1000 englischen Pfund. Hinzu kamen private Zuwendungen und jährliche Zahlungen von Klöstern. Eine weitere Einkommensquelle war die Viehzucht und die Versorgung des königlichen Hofes mit Holz. Dadurch genoss Brereton in Cheshire und Wales nahezu unbegrenzte Macht und missbrauchte seine Autorität stellenweise zu seinem eigenen Vorteil. So ließ er sich 1534 von der Cymer Abbey in Gwynedd bestechen, den Abt Robert Salisbury loszuwerden und erhielt 1536 mehrere Zehnte, was oft ebenfalls als Bestechungsgeld interpretiert wird.
Besonders schwerwiegend war ein von ihm durchgeführter Justizmord an John ap Gryffith Eyton, seinem ehemaligen Stellvertreter, im Jahr 1534. Eyton wurde beschuldigt, einen Soldaten Breretons umgebracht zu haben und sollte in London vor Gericht gestellt werden. Allerdings beschwerte sich Eyton vor Ort in der Star Chamber, dass Brereton Mörder, Diebe und andere Verbrecher deckte und wurde freigesprochen. Wenig später erhielt Thomas Cromwell die Nachricht, dass Brereton Eyton erneut verhaftet und nach einem Schauprozess hingerichtet hatte. Da Cromwell versucht hatte, Eytons Leben zu retten, machte Brereton ihn sich hiermit vermutlich zum Feind.

### Sturz und Hinrichtung
Ausgerechnet Breretons Schwägerin Elizabeth, Gräfin von Worcester, brachte den Stein ins Rollen, als sie ihrem Bruder gegenüber behauptete, Anne Boleyn hätte mit anderen Männern gesündigt. Die Königin wurde am 2. Mai verhaftet und in den Tower of London gebracht, wenige Stunden später auch ihr Bruder George Boleyn, Viscount Rochford. In ihrer Panik belastete die Königin im Tower mehrere Männer ihres Freundeskreises, was zu einer weiteren Verhaftungswelle führte, darunter Francis Weston. Am 4. Mai wurde auch William Brereton verhaftet, nachdem er am Morgen bereits George Constantine (auch: Constantyne), einem alten Schulfreund und Diener des gleichfalls verhafteten Henry Norris, gegenüber geäußert hatte: „Alles läuft auf eines hinaus.“ Es ist unbekannt, wie Henry Fitzroy auf die Verhaftung seines Verwalters reagierte. Historisch ist kein Eingreifen seinerseits überliefert, weshalb seine Biografin Murphy vermutet, dass Fitzroy sich bewusst nicht einmischte.
Selbst für seine Zeitgenossen war es schwer verständlich, weshalb Brereton verhaftet wurde. Im Gegensatz zu den anderen Männern gehörte er nicht zum engsten Freundeskreis der Königin und war deutlich älter. Während Eric Ives Brereton als einen Anhänger der Boleyns bezeichnet, betrachtet David Starkey ihn als den Außenseiter unter den Verdächtigen, der verhältnismäßig wenig Einfluss bei Hofe hatte. Auch reagierte Anne Boleyn kaum auf die Nachricht seiner Verhaftung, während sie bei der Verhaftung der anderen sehr emotional wurde. Constantine sagte über Brereton: „Bei meiner Treu, wenn irgendeiner von ihnen unschuldig war, dann er.“ Auch seine Frau Elizabeth Somerset schien von Breretons Unschuld überzeugt zu sein. Sie bewahrte sein letztes Geschenk an sie, ein goldenes Armband, bis zu ihrem eigenen Tod auf.

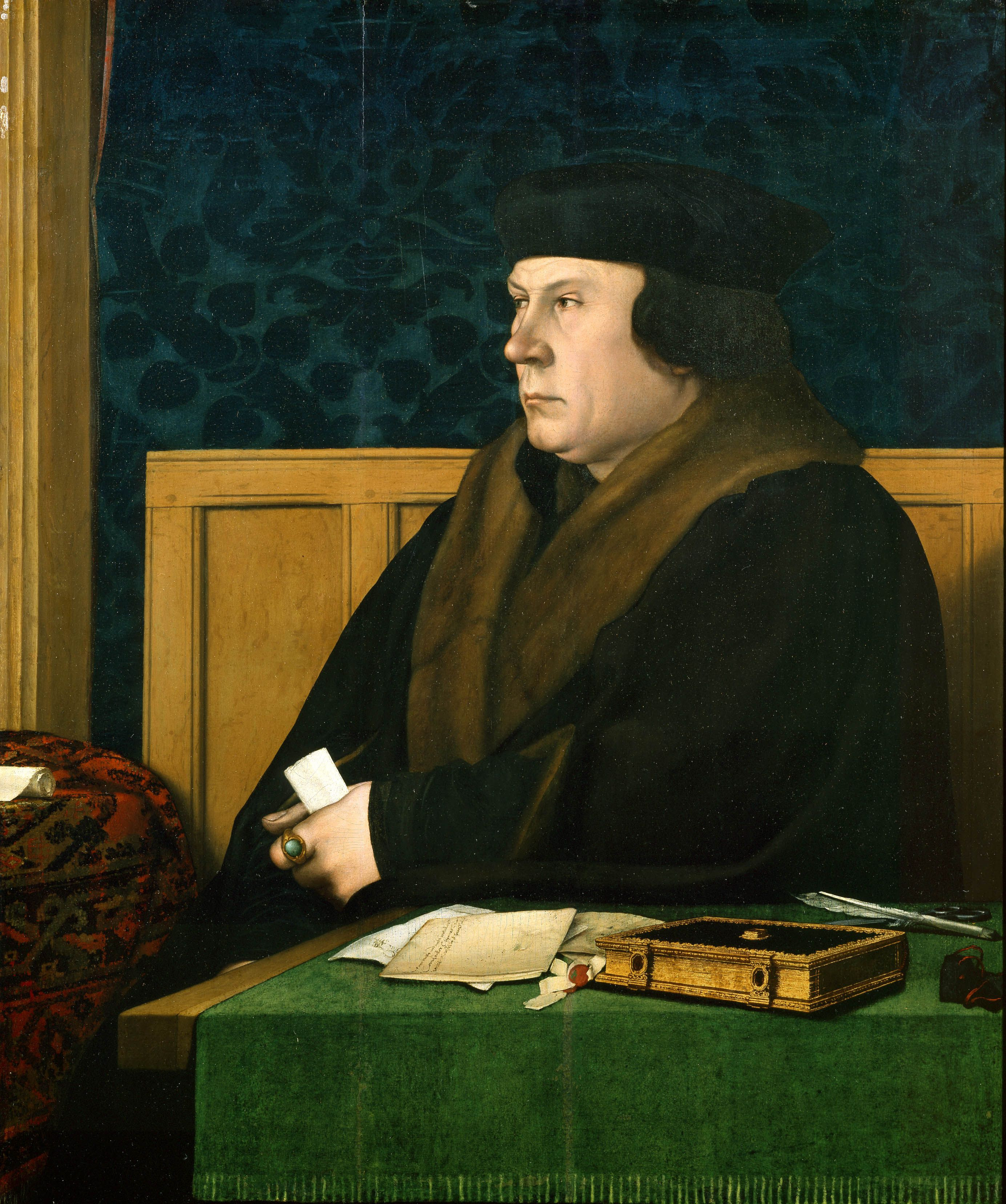
Thomas Cromwell, mutmaßlicher Drahtzieher hinter Breretons Verhaftung

Einige Historiker glauben, dass Brereton einer gezielten Intrige Thomas Cromwells zum Opfer fiel. Eric Ives vermutet, dass Cromwell Annes Anhänger beseitigen wollte. Seiner Meinung nach bestand die Jury deshalb aus erklärten Feinden der Angeklagten, darunter Edward Willoughby, der Brereton Geld schuldete. Beverley Murphy argumentiert, dass Cromwell die Ausschweifungen der adligen Landbesitzer durch Gesetze regulieren wollte und Brereton durch diverse korrupte Geschäfte negativ aufgefallen war. Anne Boleyns Fall hätte Cromwell somit eine günstige Möglichkeit geboten, einen anmaßenden, mächtigen Landbesitzer loszuwerden. Hinzu könnte ein persönlicher Groll Cromwells wegen der Hinrichtung John ap Gryffith Eytons kommen. Falls Cromwell tatsächlich aus diesem Motiv heraus handelte, schien Brereton selbst sich dessen nicht bewusst zu sein. Noch wenige Tage vor seiner Verhaftung erbat er Cromwells Hilfe, um beschlagnahmte Kirchenländereien in Cheshire zu erhalten. G. W. Bernard hält es hingegen für möglich, dass die Gräfin von Worcester Brereton namentlich beschuldigte und er somit ins Fadenkreuz geriet.
Am 12. Mai wurde Brereton gemeinsam mit Henry Norris, Francis Weston und Mark Smeaton in Westminster Hall der Prozess gemacht. Brereton wurde beschuldigt, in einem Zeitraum zwischen November und Dezember 1533 mit der Königin Ehebruch begangen zu haben, was wenige Monate nach der Geburt von Prinzessin Elisabeth gewesen wäre und in einer Zeit, wo laut Eustace Chapuys Heinrich mit einer anderen Frau flirtete. Zusätzlich lautete die Anklage auf Hochverrat, da die Beschuldigten und die Königin angeblich Heinrichs Tod geplant hätten. Die Beweislage gegen Brereton war äußerst dünn, da Anne und er an einigen Daten nachweislich nicht einmal am selben Ort waren und er beteuerte seine Unschuld. Dennoch wurde er gemeinsam mit den anderen für schuldig befunden und zum Tode verurteilt. Chapuys schrieb an Kaiser Karl V.: „Sie wurden verurteilt aufgrund von Vermutungen und Indizien, ohne stichhaltige Beweise und Geständnisse.“
Die Hinrichtung fand am 17. Mai 1536 auf Tower Hill durch Enthauptung statt. In der Tudorzeit war es üblich, dass selbst unschuldig Verurteilte das Todesurteil akzeptierten, da nach gängiger Auffassung alle Menschen Sünder waren, die den Tod verdient hatten. Anklage gegen das Urteil oder gegen den König zu erheben, war undenkbar. Stattdessen wurde erwartet, dass man ein letztes Geständnis ablegte und sich reumütig zeigte. Brereton allerdings erklärte auf dem Schafott: „Ich habe es verdient zu sterben, auch wenn es tausend Tode wären. Doch verurteilt mich nicht für den Grund, für den ich sterbe. Und wenn ihr urteilt, so zum Besten.“ Sein Körper wurde gemeinsam mit Mark Smeatons in St. Peter ad Vincula im Tower
bestattet.

## Nachruf
Der Dichter Thomas Wyatt widmete den mit Anne Boleyn hingerichteten Männern eine Elegie. Über Brereton schrieb er: 
| Brereton farewell, as one that least I knew. Great was thy love with divers as I hear. But common voice doth not so sore thee rue As other twain that doth before appear; But yet no doubt but thy friends thee lament And other hear their piteous cry and moan. So doth each heart for thee likewise relent That thou givest cause thus to be dead and gone. | Brereton, lebe wohl, du den ich am wenigsten kannte. Groß war die Liebe einiger für dich, wie ich höre. Doch Volkes Mund beweint dich nicht so sehr Wie die anderen, die zuvor kamen; Dennoch beklagen deine Freunde dich zweifellos Und andere hören ihr erbärmliches Weinen und Stöhnen. So wird jedes Herz für dich gleichermaßen erweicht, Dass du Grund gibst, auf diese Art tot und fort zu sein. |  |

Brereton wurde bereits von seinen Zeitgenossen als unschuldig betrachtet, vermutlich weil er im Gegensatz zu den anderen nicht zu Anne Boleyns engstem Kreis gehörte. George Cavendish widmete Brereton zwanzig Jahre nach dessen Tod ein Gedicht, in dem Brereton seine Untaten in Wales bereut und seine Hinrichtung als gerechte Strafe für diese Vergehen sieht. Dennoch wird selbst hier nicht behauptet, dass Brereton tatsächlich Ehebruch mit Anne Boleyn begangen hatte.
Da Breretons Papiere und Briefe zum Großteil erhalten geblieben sind, ist er in geschäftlicher Hinsicht einer der am besten dokumentierten Landbesitzer der Tudorzeit. Seine Papiere bieten einen tieferen Einblick in die englischen Rechtsgrundlagen des 15. und 16. Jahrhunderts und wurden von Eric Ives 1976 unter dem Titel Letters & Accounts of William Brereton of Malpas herausgegeben.